# Annecy
Annecy /anˈsi/ (in arpitano Ènneci; in italiano storico Annesì) è un comune francese di 131 272 abitanti (al 1º gennaio 2022), capoluogo e sede di prefettura del dipartimento dell'Alta Savoia, nella regione Alvernia-Rodano-Alpi.
La città è capoluogo dell'omonimo arrondissement e di due cantoni. I suoi abitanti sono chiamati Annéciens /aneˈsjɛ̃/.

## Geografia fisica
Annecy è una città di chiusa situata sulla sponda settentrionale del lago omonimo, sul suo sbocco naturale, dove essa occupa una posizione strategica sugli assi trasversali che collegano Italia, Svizzera e Francia.
La sua localizzazione geografica è una zona di transizione fra ambiente montagnoso pre-alpino (massiccio dei Bornes e massiccio dei Bauges) e una zona di medie colline.
La città è contornata a sud dal lago e dalla vasta foresta rimasta selvaggia del massiccio del Semnoz, ad ovest dalle prime propaggini della campagna, a nord dalla grande piana, oggi urbanizzata, dei Fins, ad est dalla collinetta di Annecy-le-Vieux.
La città è attraversata dal Thiou, che è l'emissario naturale del lago di origine glaciale, formatosi circa 18 000 anni addietro, lungo solo 5 km.

## Storia

### Antichità
Recenti scavi hanno provato l'esistenza di insediamenti nella zona di Annecy risalenti al 3100 a.C.
Le prime notizie storiche si hanno in epoca romana, nel quale, attorno all'anno 50 a.C. si ha notizia di un vicus di circa 2 000 anime definito con il nome di Boutae nella pianura dei Fins del quale ancora restano tracce sufficienti per poter risalire all'ubicazione del foro, della basilica, delle terme (visibili in Avenue des Romains) e del teatro.
Questo insediamento aveva una forma triangolare derivata dal fatto che si era sviluppato alla convergenza di tre assi stradali diretti, rispettivamente, verso Faverges (Casuaria), Aix-les-Bains (Aquae) e Ginevra (Geneva).

### Medioevo
Nel VI secolo Boutae, viene pressoché abbandonata e solo a partire dal XII secolo vive una nuova fase di rilancio demografico con l'occupazione delle rive del Thiou in prossimità del lago. Questa posizione era vantaggiosa per il superamento del fiume, data la vicina presenza dell'isola e quindi fu proprio in questo luogo che si instaurò una signoria.
Nasce così un insediamento protetto da fortificazioni che costituisce il nucleo originario del castello medievale. Questo nucleo aveva il nome di Annecy-le-Neuf (1107).
Luogo che crebbe di importanza tanto di diventare la residenza del conte di Ginevra fin quando lo stesso, nel XIII secolo, venne espulso in seguito a gravi conflitti con i vescovi.
Dopo l'estinzione della famiglia di Ginevra nel 1394, il cui ultimo rappresentante fu Roberto di Ginevra, divenuto antipapa col nome di Clemente VII, la contea fu integrata nei possedimenti della Casa Savoia nel 1401 passando sotto l'autorità di Amedeo VIII, primo Duca di Savoia. Nel 1444, la città fu eretta ad appannaggio dei principi di Savoia, e Annecy (allora denominata Ennèsia) divenne capitale dei loro possedimenti del Ginevrino, del Faucigny e del Beaufortain.
Al declino succeduto alla chiusura della felice parentesi che la vide capitale del ginevrino, si aggiunse la desolazione causata da una serie di incendi che distrussero gran parte della città, da quello del 1412 a quello del 1448. Amedeo VIII si attivò per far sì che la città si risollevasse e diede il via alla ricostruzione del castello e di parte della città andata distrutta. Con il passaggio dell'appannaggio a Filippo (1444), figlio di Amedeo, il dominio dei Savoia è confermato e Annecy rinacque da una lunga crisi riproponendosi come la capitale di un territorio che comprende Ginevrino, Faucigny e Beaufortin.

### Età moderna
I reali di Francia, coi quali nel frattempo vennero intrecciate parentele, consegnarono ai principi di Savoia, il ducato di Nemours (vicino a Fontainebleau), conferendo loro il titolo di duchi del Ginevrino-Nemours.
È sempre in questi anni che Annecy divenne sede episcopale in concomitanza con l'improvvisa partenza del vescovo di Ginevra che preferì abbandonare la propria città alla vigilia della Riforma protestante (1535).
Nel corso della breve guerra franco-savoiarda, il 5 ottobre 1600, Annecy venne occupata da Enrico IV, ma tornò pochi mesi dopo, con il trattato di Lione, al ducato di Savoia.
Annecy accolse a partire dal 1592 numerosi ordini religiosi cattolici in fuga, divenendo la capitale della Controriforma guidata da Francesco di Sales. Giunsero qui i cappuccini nel 1592, le visitandine nel 1610, i barnabiti nel 1614, le annunziate di San Claudio nel 1638, i bernardini riformati nel 1639, i lazzaristi nel 1641, i cistercensi di Bonlieu nel 1648. La presenza religiosa era dunque molto importante ad Annecy, contando tredici case religiose per 5 000 abitanti. La metà della città apparteneva a diversi ordini religiosi, proprietari non solo di chiese e conventi, ma anche di laboratori, mulini e di vaste terre e boschi. Questi ordini religiosi, che avevano la cura della formazione giovanile e degli ospedali per malati e poveri, davano lavoro agli artigiani e ai commercianti locali.
In questo contesto la tenuta di Annecy ebbe un significato talmente rilevante, da farla definire "la Roma della Savoia".
È questo il periodo più fortunato nella storia di Annecy, come testimoniano i tanti monumenti che ancora oggi si possono ammirare e che risalgono a questi anni.

### Età contemporanea
Durante la Rivoluzione francese e l'età napoleonica, la città fu unita al nuovo dipartimento del Monte Bianco, il cui capoluogo era Chambéry, ma con la Restaurazione ritornò a fare parte del Regno di Sardegna.
Dopo i venti rivoluzionari il fervore cattolico e la centralità della Chiesa diminuirono drasticamente e l'industrializzazione ebbe un'accelerazione notevole, anche grazie allo sfruttamento dell'energia idraulica ricavata dal corso del fiume Thiou.
Del periodo rivoluzionario è da segnalare positivamente il piano urbanistico redatto da Thomas-Dominique Ruphy che, nel 1794, ridisegnò l'assetto della città prevedendo un'ampia rete stradale inserita nei grandi assi di circolazione, preservando opportunamente il quartiere storico.
Nel 1860, dopo l'annessione della Savoia alla Francia, Annecy divenne capoluogo del nuovo dipartimento dell'Alta Savoia.
Dalla metà del XIX secolo, una sempre più crescente sensibilità nei confronti dei siti alpestri aprì la città al turismo, che è oggi un'attività di primaria importanza per tutto il comprensorio.

## Società

### Evoluzione demografica
Abitanti censiti

## Cultura
Tutti gli anni, Annecy accoglie il Festival internazionale del film d'animazione di Annecy (all'inizio di giugno), les Noctibules (a luglio) così come il festival del film italiano (all'inizio di ottobre).
Inoltre, ogni due anni, Annecy ospita la biennale del Cinema spagnolo d'Annecy (fine marzo).
Ogni anno, il secondo sabato di ottobre, un'associazione allestisce il Ritorno dagli Alpeggi. Questo avvenimento rimette in opera gli elementi del passato alpino della città con danze, mestieri, artigianato e cucina.

## Economia
La riva nord del lago di Annecy fu occupata almeno dal 3100 a.C. ed Annecy, che si chiamava allora Boutae, fu un villaggio industrioso in epoca romana (50 a.C.).
Con la caduta dell'Impero Romano le grandi invasioni portarono una tale insicurezza che la città decadde completamente ed i sopravvissuti si rifugiarono sulla collina di Annecy-le-Vieux.
A partire dal XII secolo, le rive del Thiou furono luogo di intense attività artigianali, commerciali e poi industriali.
Dalla fine del XVII secolo, la città conobbe una grande riconversione in senso industriale innovativo, legato alla forza idraulica del Thiou e a personalità intraprendenti.
La sua vocazione industriale si affermò anche nel XX secolo senza nuocere alla vocazione turistica del territorio favorita dalla scoperta e lo sviluppo delle località alpine. Oggi, è molto dinamica come il resto della regione.

## Monumenti e luoghi d'interesse

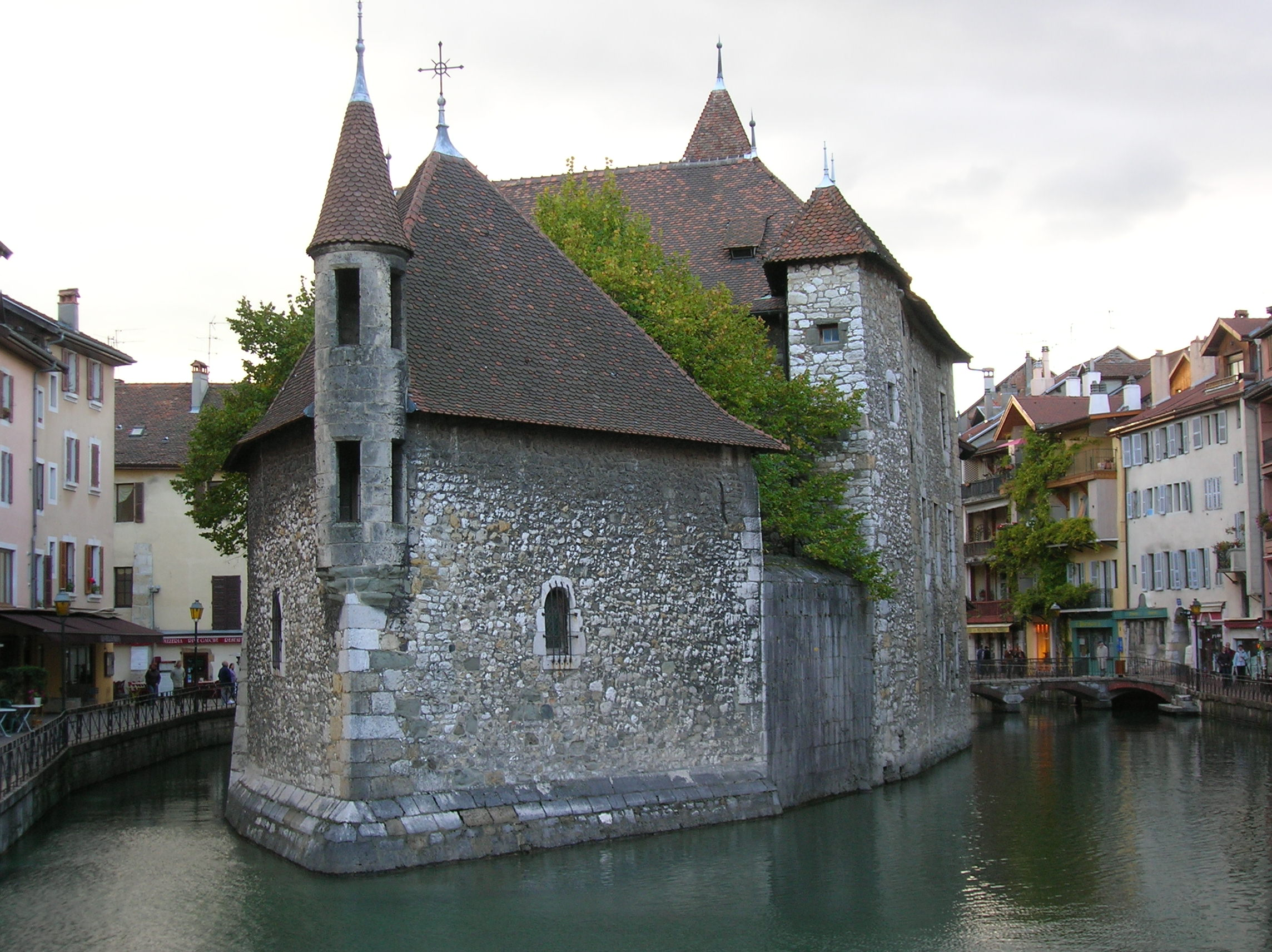
Palais de l'Isle (le antiche prigioni)

Annecy conta numerosi monumenti e luoghi di notevole importanza turistica: 

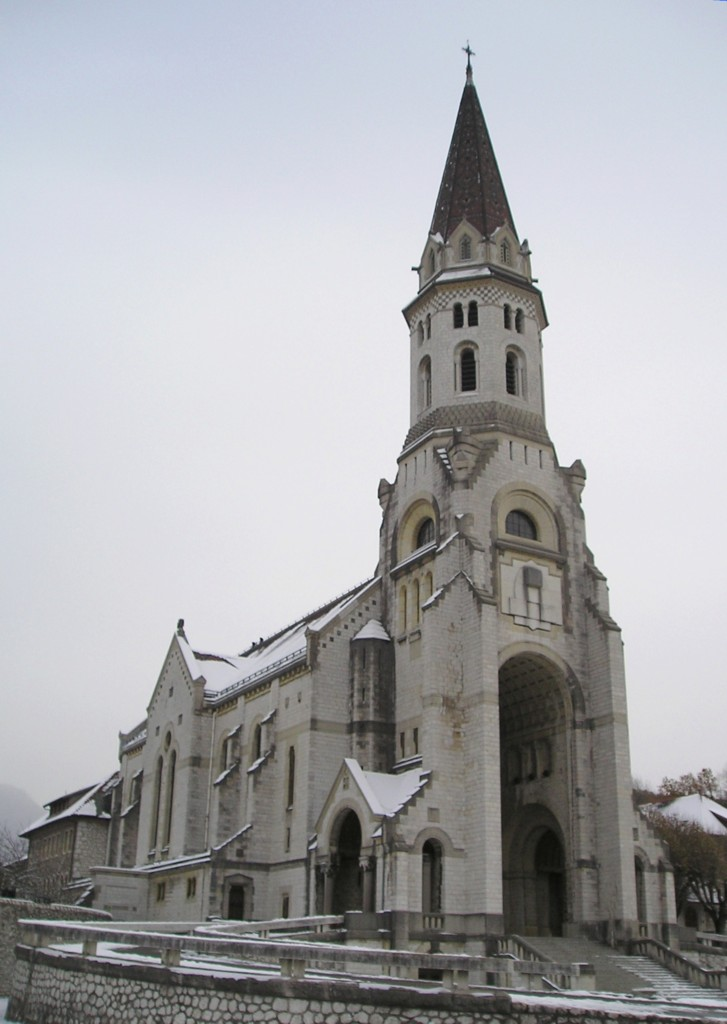
Basilica della Visitazione

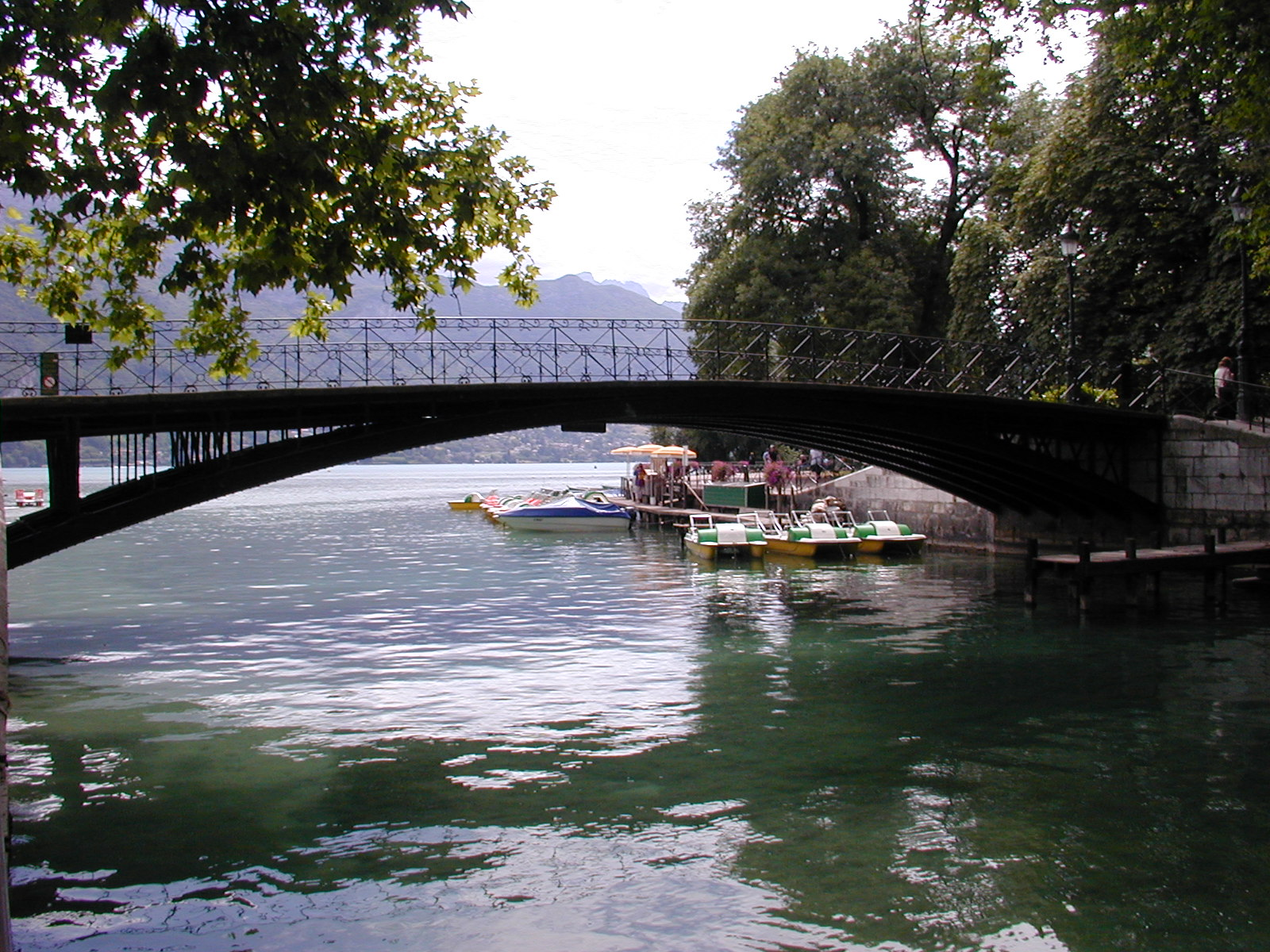
Il Pont des Amours

- il Palais de l'Isle del XII secolo, chiamato anche «vecchie prigioni», è il monumento simbolo della città, e uno dei più fotografati di Francia;
- il Castello di Annecy antica residenza dei conti di Ginevra e dei duchi del Ginevrino-Nemours, ramo cadetto della Casa Savoia (XII-XVI secolo), ospita oggi il Conservatorio d'arte e storia di Annecy e l'Ufficio regionale dei laghi alpini;
- l'Hôtel de Sales
- la Cattedrale di Saint-Pierre del XVI secolo fu la cattedrale di Francesco di Sales, ed ospita molte opere barocche ed un organo del XIX secolo;
- la rue Sainte-Claire ed i suoi romantici portici costruiti dal XVII al XVIII secolo;
- la rue Royale con i suoi negozi, giardini, la fontana del Puits Saint-Jean, è sempre stata il cuore della vita commerciale e politica della città;
- la Zecca del Ginevrino che ospita oggi il Museo della storia di Annecy;
- la chiesa di Saint-Maurice in stile gotico fiammeggiante del XV secolo, con interessanti dipinti del XV e XVI secolo;
- il Municipio di Annecy, in stile neoclassico;
- i Jardins de l'Europe realizzati dopo l'annessione alla Francia nel 1863 dove si può osservare una vegetazione diversificata e ricca;
- le chiuse del Thiou, straordinario sistema di derivazione e controllo delle acque in uscita dal lago concepito dall'ingegnere Sadi Carnot prima di diventare Presidente della Repubblica;
- il Pont des Amours, bell'esempio di architettura in ferro tipica dell'inizio del XX secolo;
- l'Imperial Palace inaugurato nel 1913, con i suoi giardini pubblici, la sua spiaggia ed il suo casinò;
- la Basilica della Visitazione del XX secolo ospita le tombe di Francesco di Sales e Jeanne de Chantal, e offre dalla sua spianata un bel panorama sulla città e l'agglomerazione;
- il moderno Centro culturale di Bonlieu, ben integrato nella città, dove sono riuniti un teatro nazionale, una biblioteca, negozi e uffici;
- il moderno e arioso Palazzo di giustizia di Annecy, attualmente in restauro dopo un attentato nel gennaio 2001.

### Parchi
- Le Pâquier
- Jardins de l'Europe d'Annecy

## Infrastrutture e trasporti
Il comune è servito dall'omonima stazione ferroviaria.

## Galleria d'immagini

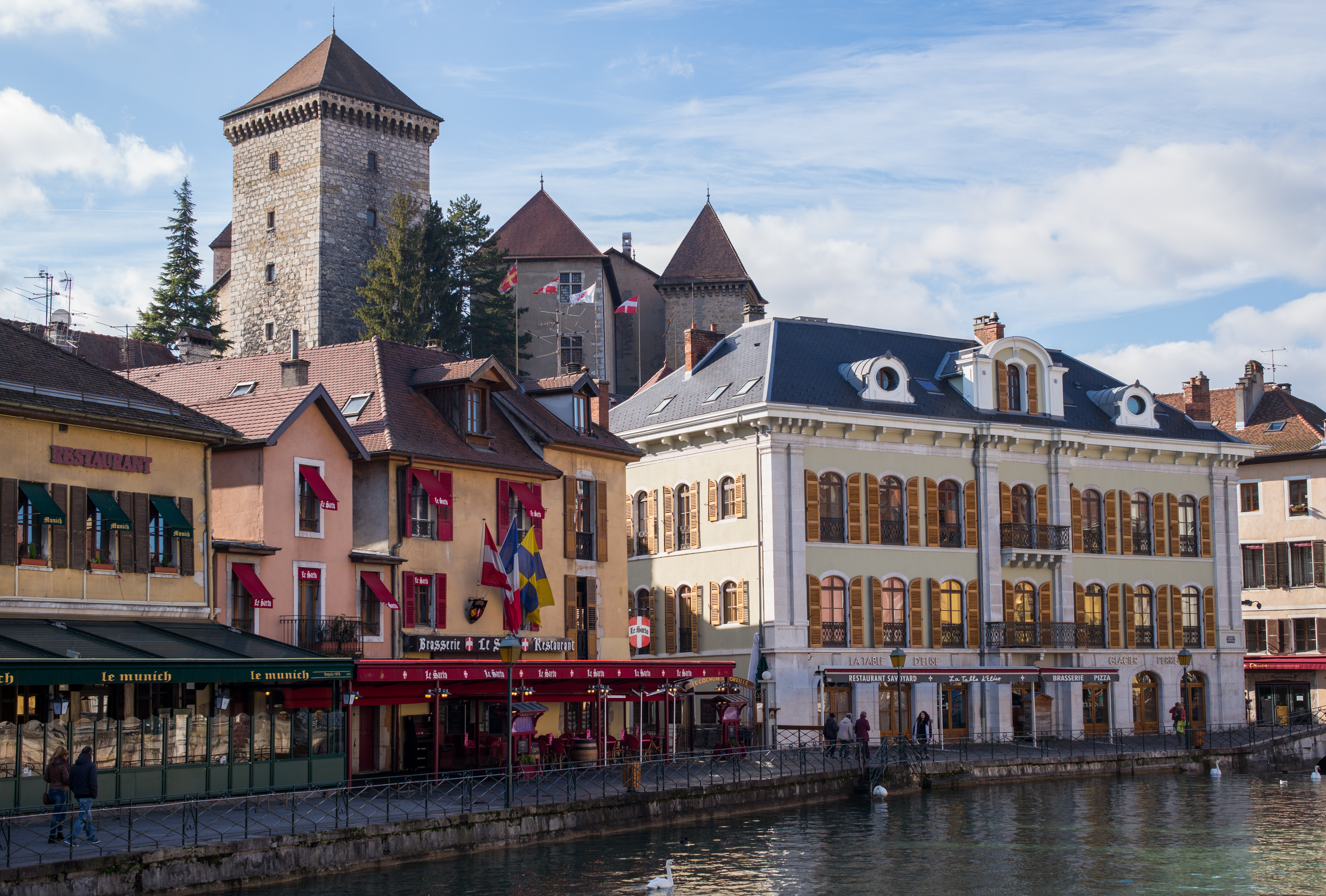
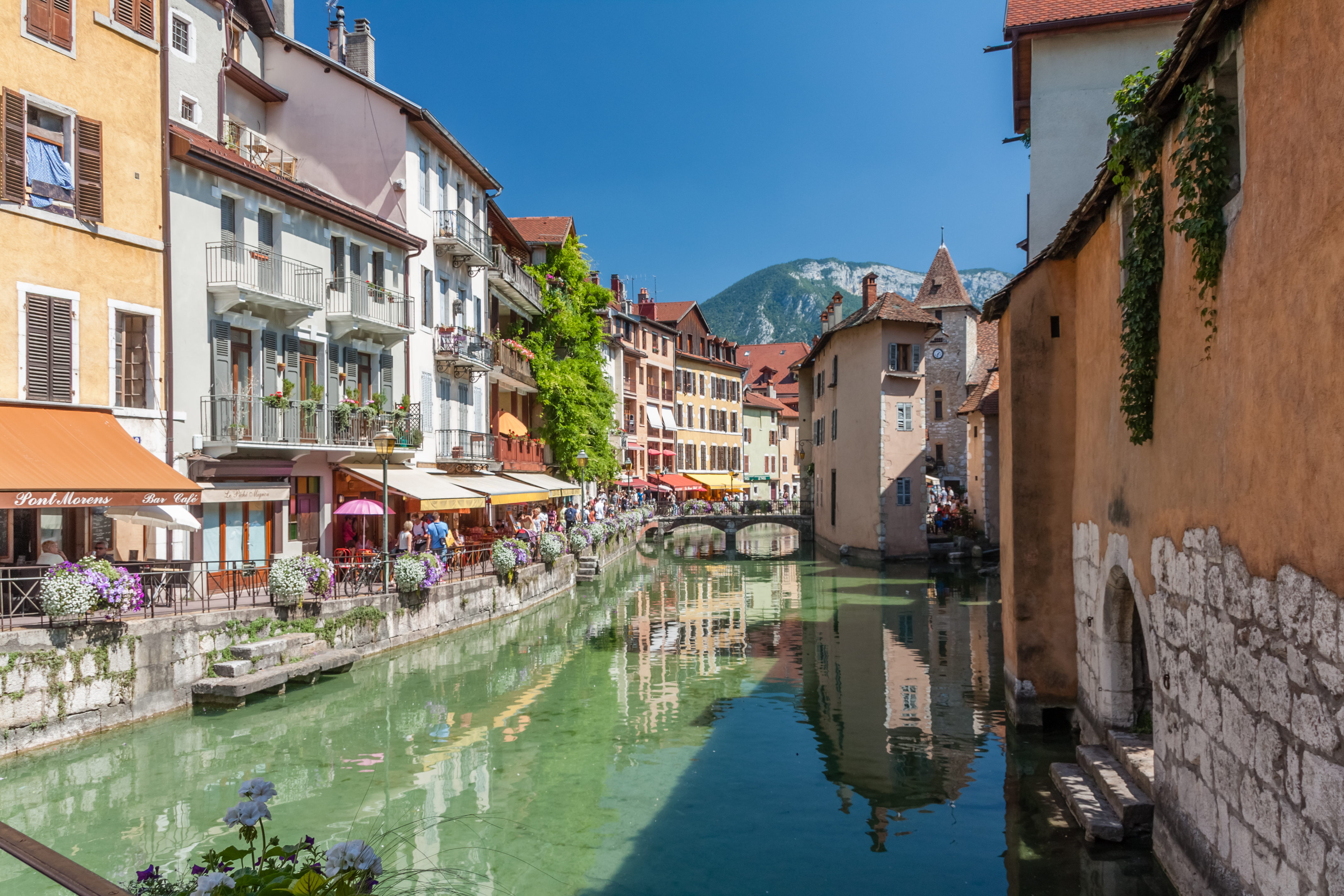
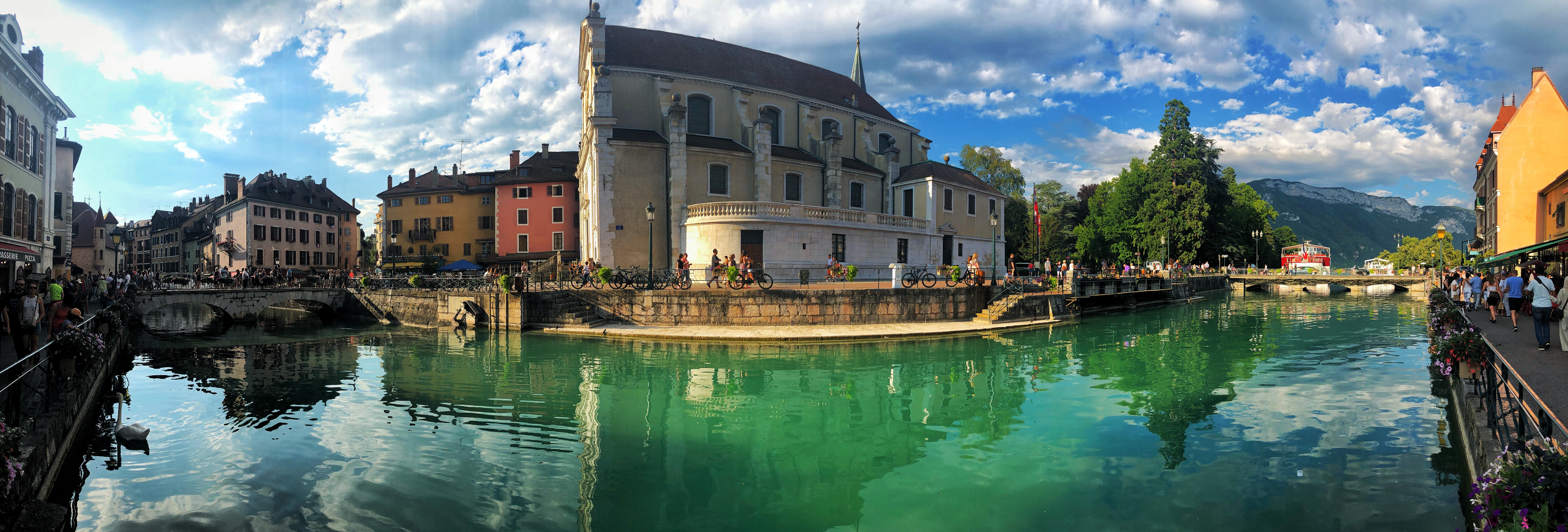
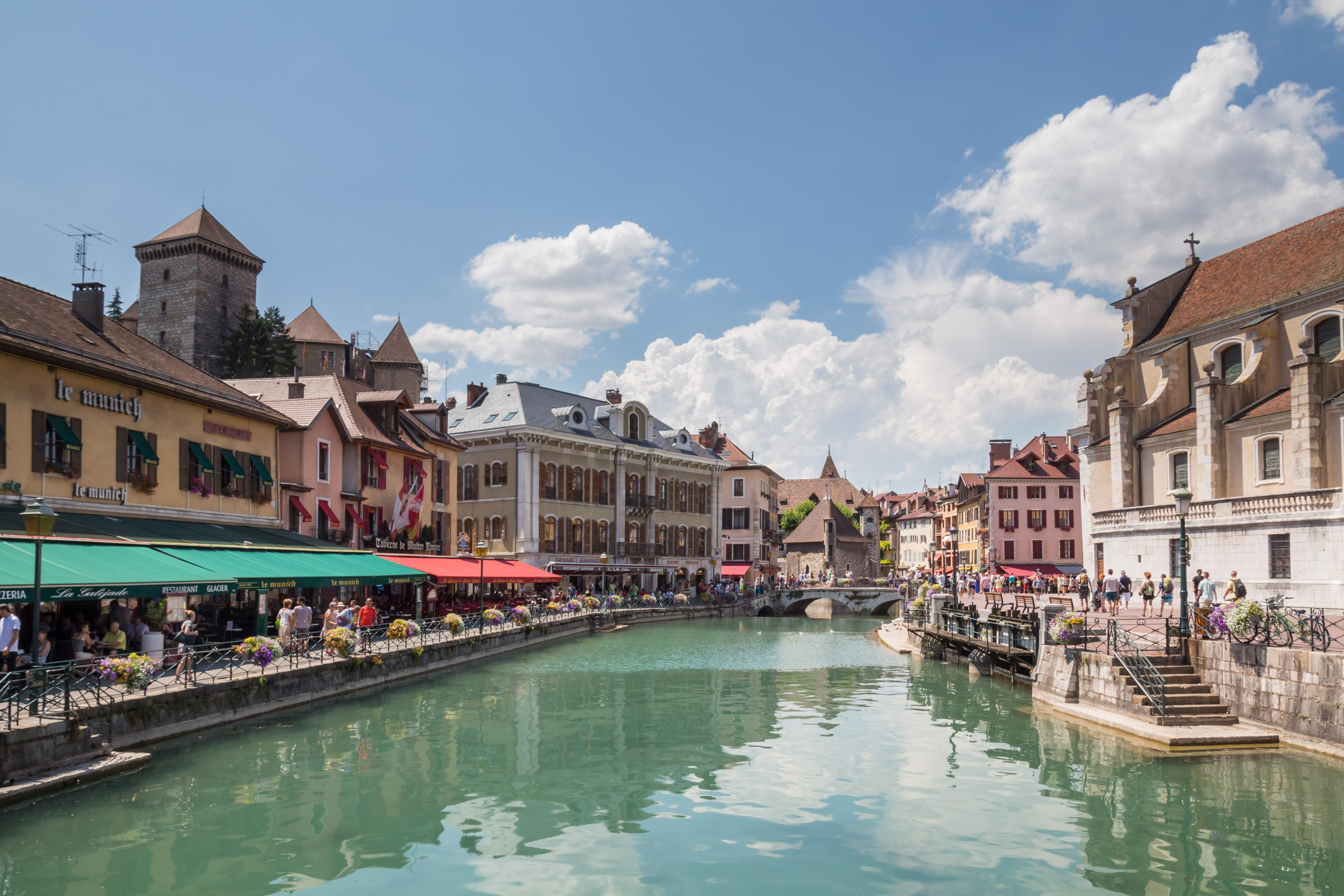
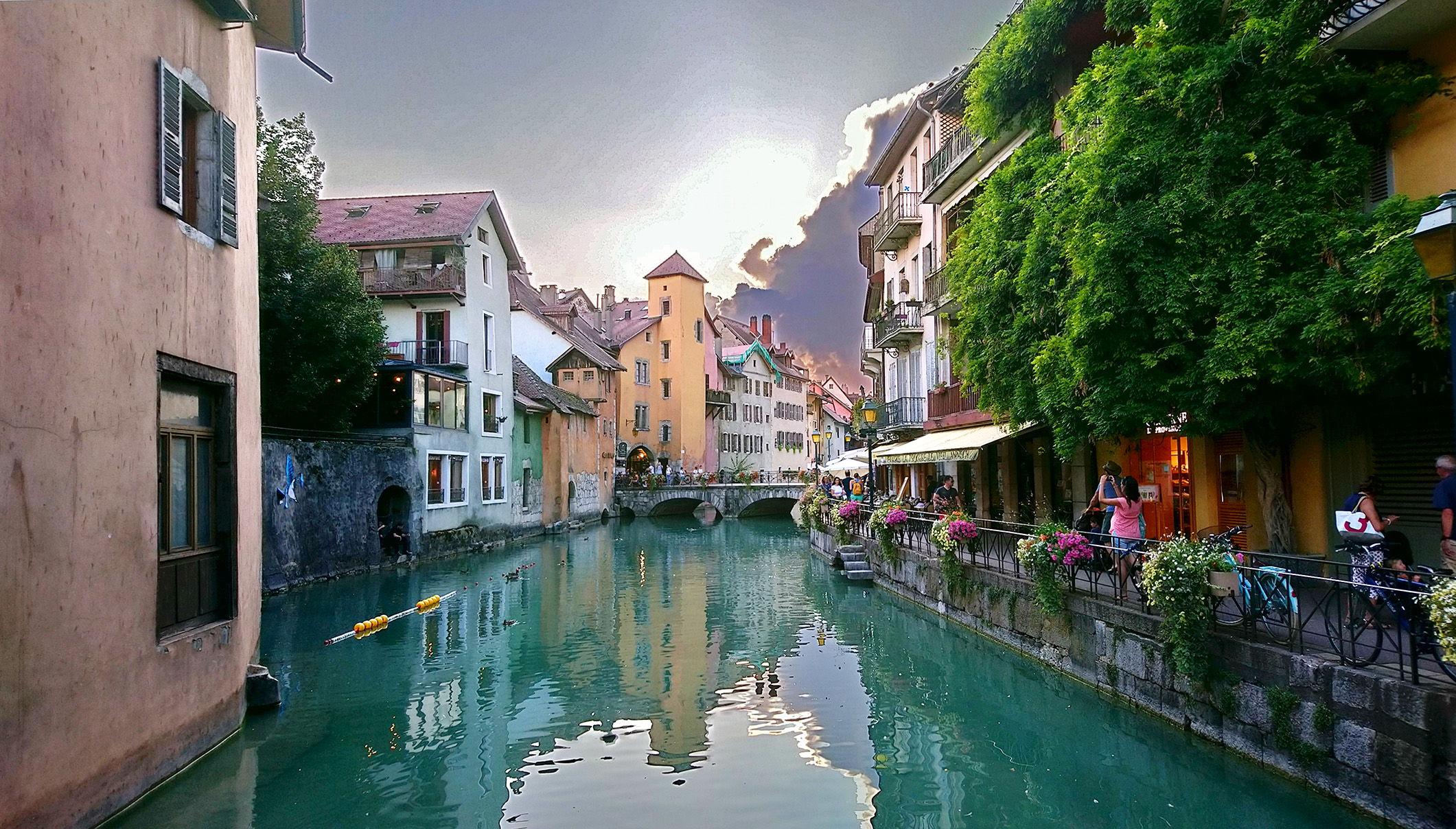

## Amministrazione

### Gemellaggi
Annecy è gemellata con:
- Cheltenham, dal 1956
- Bayreuth, dal 1966
- Vicenza, dal 1995